# Gustaf Henning von Stralenheim
Gustaf Henning von Stralenheim Wasaborg, född 1719, död 1787, var svensk greve, fransk generallöjtnant (Marechal de camp). Gustav Henning fick svenska regeringens tillstånd att upptaga predikatet Wasaborg och från denne härstammar riksgrevliga ätten von Stralenheim-Wasaborg på Oberbronn i Alsace (utdöd 1867).
Han var son till Henning von Stralenheim, friherre von Stralenheim och romersk riksgreve.